# District de La Rochelle
Le district de La Rochelle est une ancienne division territoriale française du département de la Charente-Inférieure de 1790 à 1795.
Il était composé des cantons de La Rochelle, Ars, Courçon, la Jarrie, Marans et Saint Martin Isle de Ré.